# Peniophora crustosa
Peniophora crustosa är en svampart som beskrevs av Cooke 1879. Peniophora crustosa ingår i släktet Peniophora och familjen Peniophoraceae.   Inga underarter finns listade i Catalogue of Life.